# British Home Championship 1965/66
Die British Home Championship 1965/66 war die 71. Auflage des im Round-Robin-System ausgetragenen Fußballwettbewerbs zwischen den vier britischen Nationalmannschaften von England, Nordirland (bis 1949/50 Irland), Schottland und Wales.
| Pl. | Nationalmannschaft | Sp. | S | U | N | Tore    | Punkte |
| --- | ------------------ | --- | - | - | - | ------- | ------ |
| 1.  | England            | 3   | 2 | 1 | 0 | 006:400 | 05:10  |
| 2.  | Nordirland         | 3   | 2 | 0 | 1 | 008:500 | 04:20  |
| 3.  | Schottland         | 3   | 1 | 0 | 2 | 009:800 | 02:40  |
| 4.  | Wales              | 3   | 0 | 1 | 2 | 002:800 | 01:50  |

|                                               |   |            |           |
| 2. Oktober 1965 in Cardiff (Ninian Park)      |   |            |           |
| Wales                                         | – | England    | 0:0       |
| 2. Oktober 1965 in Belfast (Windsor Park)     |   |            |           |
| Nordirland                                    | – | Schottland | 3:2 (1:1) |
| 10. November 1965 in London (Wembley Stadium) |   |            |           |
| England                                       | – | Nordirland | 2:1 (1:1) |
| 24. November 1965 in Glasgow (Hampden Park)   |   |            |           |
| Schottland                                    | – | Wales      | 4:1 (3:1) |
| 30. März 1966 in Cardiff (Ninian Park)        |   |            |           |
| Wales                                         | – | Nordirland | 1:4 (0:2) |
| 2. April 1966 in Glasgow (Hampden Park)       |   |            |           |
| Schottland                                    | – | England    | 3:4 (1:2) |